# Schloss Hopfau

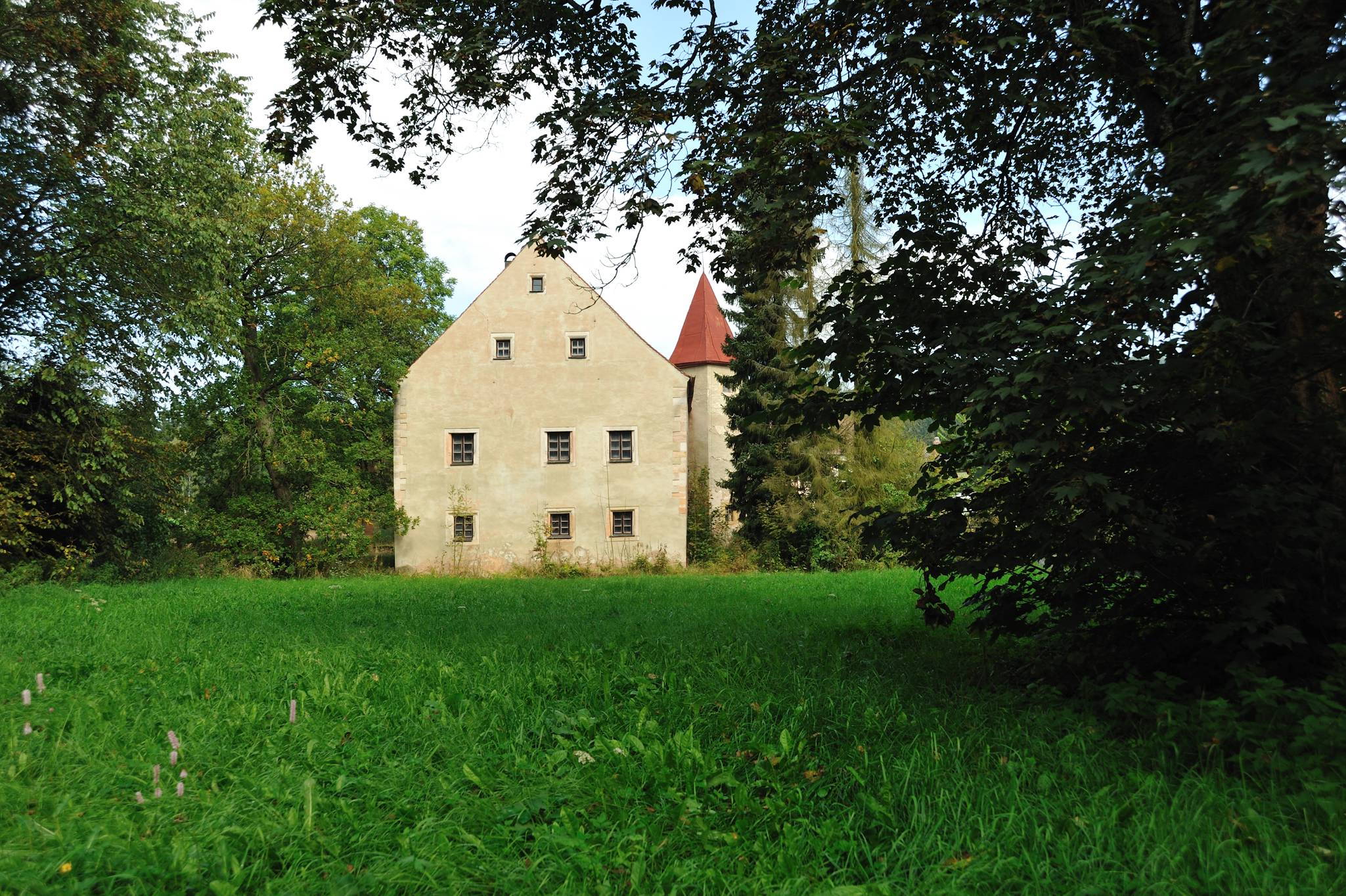
Schloss Hopfau

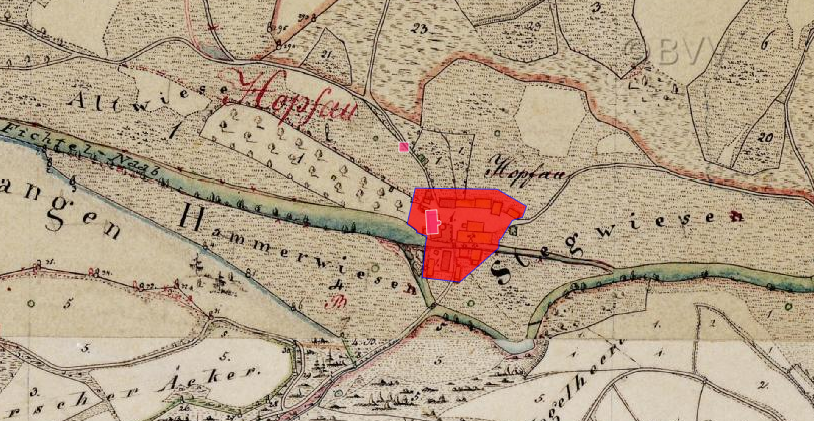
Lageplan von Schloss Hopfau auf dem Urkataster von Bayern

Das Schloss Hopfau (bisweilen auch als Hammerschloss Hopfau bezeichnet) befindet sich in der Oberpfälzer Gemeinde Kemnath im Landkreis Tirschenreuth (Hopfau 1 a), ein paar hundert Meter flussaufwärts von Grötschenreuth direkt an der Fichtelnaab und ist unter der Aktennummer D-3-77-129-57 als Baudenkmal verzeichnet. „Archäologische Befunde des Mittelalters und der frühen Neuzeit im Bereich des ehem. Hammerschlosses Hopfau“ werden zudem als Bodendenkmal unter der Aktennummer D-3-6138-0082 geführt.

## Geschichte
Der Hammer zu „Hopffaw“ wurde 1387 erstmals erwähnt. Es war ein leuchtenburgisches Lehen, später dem pfälzischen Landgericht Kemnath zugehörig. Auf der „Hammervereinigung“ zwischen den Städten Amberg und Sulzbach am Montag vor St. Erhard des Jahres 1387 waren unter den 64 anwesenden Hammerherren auch Otto Heyden von Grötschenreuth und Ruiger Heyer von Hopfau. 1408 besaß nach dem Lehenbuch des Landgrafen Johann IV. Georg Pfreimder den Hammer in der Hopfau, „da die Hainer darauf gesessen“. Die Pfreimder (von Pfrime oder Pfreimd abgeleitet) waren ein seit 1218 genanntes oberpfälzisches Adelsgeschlecht, das vermutlich von den Burghütern zu Pfreimd seinen Ausgang nahm; sie waren Dienstmannen der Landgrafen von Leuchtenberg und im Mittelalter in der Gegend reich begütert (z. B. um 1400 mit der Burg Trautenberg).
Nach dem Dreißigjährigen Krieg lebte nur noch der Hammermeister auf dem eingegangenen Eisenhammer. Aus einem Bericht des Johann German Barbing an den Kurfürst Ferdinand Maria vom 16. Januar 1666 heißt es: Hopfau. Der Schinhammer ist Eigentum des Hans Münchmayr. Darbei nichts anderes als das Haus vorhanden. Die übrigen Gebäu(de) sind zu gründe gegangen. Zu dessen Wiederaufbau schlechte Hoffnung vorhanden, weil M. die Mittel hiezu nicht hat." 
Danach entstand dort eine Spiegelschleiferei (Sturm, 1975, S. 201). Ein leuchtenbergischer Beamter namens Hans Georg Steinhauser kaufte das Dorf Grötschenreuth zu beiden Seiten der Fichtelnaab und den unteren, damals öde gestandenen Hammer, dazu Eiglasdorf bei Windischeschenbach mit einem Bauern- und einem Söldnergut und zwei Weihern sowie zwei Lehenschaften zu Schnepfenreuth bei Neuhaus, alles mit Zugehörungen, am 18. November 1605 von den Leuchtenbergern als freies Eigentum. Der Hammer Hopfau blieb formal leuchtenbergisches Lehen, doch wurde Steinhauser damit belehnt. Später kam der Hammer Hopfau an die Familie Brand zum Leutzenhof, die ihn wieder als Afterlehen an den jeweiligen Hammermeister verlieh und schließlich verkaufte. Den zu diesem Hammer gehörenden Wald am Grenzbach hinter der Hübnermühle verkaufte die Familie Brand an den Markt Erbendorf.

## Schloss Hopfau heute
In einer Karte von 1607 ist der Eisenhammer Hopfau bereits eingezeichnet. Das größte Gebäude mit dem Turm ist das heute noch stehende Wohnhaus der ehemaligen Hammermeister. Das Gebäude wurde 1605 erbaut und 1733 erneuert.
Das ehemalige, stark renovierungsbedürftige Hammerschloss ist ein zweigeschossiger Satteldachbau aus verputztem Bruchsteinmauerwerk. Hervorstechend sind der polygonale Treppenturm auf der Südseite und die Sandsteingewände. Nördlich davon befindet sich ein eingeschossiger Anbau mit Putzgliederung und abgewalmten Dach, bezeichnet mit der Jahreszahl „1665“. Unmittelbar neben dem Anwesen fließt die Fichtelnaab.